# Chromis multilineata
A tesourinha (Chromis multilineata) é uma espécie de donzela do gênero chromis que pertence a família pomacentridae, que pode chegar a medir 20 cm. Essa espécie foi descoberta por Guichenot em 1853.É uma espécie de peixe cujo nado labriforme (propulsão das longas nadadeiras peitorais por movimento de remar).

## Biologia
É uma espécie diurna, formam cardumes de alimentação de tamanho moderado sobre recifes e rochas. Frequentemente é observado junto com as tesourinhas-azul (Chromis cyanea). Em Fernando de Noronha, localizado no Brasil, a espécie é vista frequentemente sendo limpada pelos jovens bodiões-de-Noronha (Thalassoma noronhanum) e os góbios-néon (Elacatinus figaro).

## Alimentação
Se alimentam de plâncton e copépodes.

## Habitat
Habitam recifes de corais rasos e costeiros e costões rochosos.

## Distribuição
Podem ser encontrados no Atlântico Ocidental, Flórida e Texas (EUA) e em todo o Mar do Caribe até o Brasil. A espécie já foi observada no Atlântico Leste, Santa Helena, Ascensão e São Tomé e Príncipe.